# Abel Braga
Abel Braga, właśc. Abel Carlos da Silva Braga (ur. 1 września 1952 w Rio de Janeiro) – brazylijski piłkarz i trener.